# فارمینگتون (کانزاس)
فارمینگتون (به انگلیسی: Farmington) یک منطقهٔ مسکونی در ایالات متحده آمریکا است که در کانزاس واقع شده‌است. فارمینگتون ۳۱۳٫۹۵ متر بالاتر از سطح دریا قرار دارد.